# A Deal with the Devil
A Deal with the Devil è un cortometraggio muto del 1916 diretto da Frank Wilson.

## Trama
Un vecchio farmacista vende l'anima al diavolo per avere la giovinezza e conquista la ragazza di un poliziotto.

## Produzione
Il film fu prodotto dalla Hepworth.

## Distribuzione
Distribuito dalla Hepworth, il film - un cortometraggio di una bobina - uscì nelle sale cinematografiche britanniche nel febbraio 1916.
Fu distrutto nel 1924 dallo stesso produttore, Cecil M. Hepworth. Fallito, in gravissime difficoltà finanziarie, Hepworth pensò in questo modo di poter almeno recuperare il nitrato d'argento della pellicola.